# Fédération républicaine
 (juin 2019).
La Fédération républicaine (1903-1948) est un grand parti de la droite républicaine libérale et conservatrice sous la IIIe République. L'autre grand parti de la droite libérale, plus laïque et centriste, était l'Alliance démocratique.

## Histoire

### La Fédération républicaine, parti républicain
La Fédération républicaine s'est créée en novembre 1903 pour regrouper l'aile droite des républicains « modérés », aussi appelés « progressistes », qui refusaient le ministère de Bloc des gauches de Pierre Waldeck-Rousseau et l'alliance avec le parti radical-socialiste. Ces républicains conservateurs, issus de l'Association nationale républicaine, de l'Union libérale républicaine, de l'Alliance des républicains progressistes et des groupes parlementaires progressistes, sont les héritiers idéologiques de Jules Méline, Alexandre Ribot, Jean Casimir-Perier ou Charles Dupuy. C'est un parti de la bourgeoisie républicaine, notamment liée aux milieux d'affaires, très opposé aux réformes sociales et partisan d'une certaine décentralisation (on peut voir en elle un descendant des républicains girondins de la Révolution française).
Ce parti est favorable dès sa création au droit de vote des femmes.
Tout comme l'Alliance démocratique, la Fédération républicaine est un parti de notables et d'élus, reposant sur des comités électoraux locaux et comprenant à son sommet un ou plusieurs groupes parlementaires (lire plus bas). Elle n'aura jamais beaucoup de militants (30 000 en 1926, 18 000 en 1939).
Lors des élections législatives de 1919, la Fédération républicaine participe aux listes du Bloc national. Elle intègre l'Alliance libérale populaire, qui regroupait les catholiques jadis ralliés à la république. Anciens progressistes et anciens ralliés vont se retrouver à la Chambre des députés au sein du groupe de l'Entente républicaine démocratique (« groupe Arago »). 

### L'orientation à droite (années 1920-1930)
Dans l'entre-deux-guerres, la Fédération républicaine adopte une position de plus en plus à droite, quittant son image de républicains modérés pour adopter, sous l'influence des ligues et des nationalistes ainsi que par une modification de ses élites dirigeantes, celle de républicains de plus en plus « nationaux ».
En mars 1925, le président du parti Auguste Isaac, lance au congrès du parti une redéfinition de sa doctrine et de sa structure. Il démissionne cependant et c'est Louis Marin qui le remplace. Celui-ci cherche à transformer le parti pour qu'il soit fédérateur en réconciliant modérés et catholiques. Il cherche à concurrencer l'Action française et le Parti démocrate populaire en renouvelant le programme religieux.  L'objectif est de faire évoluer les lois de 1901 et 1905 pour mettre à égalité tous les types d'associations, professionnelles, sportives, culturelles ou cultuelles, ainsi que d'augmenter le financement de l'enseignement libre selon le nombre d'élèves inscrits. Enfin, le retour des congrégations dans l'enseignement est aussi une priorité pour le parti. La ligne nationale est conservée, notamment via l'influence de Louis Marin permettant d'attirer des nationalistes de la Ligue des patriotes. De nombreux transfuges sont accueillis comme Camille Blaisot (de la Ligue des patriotes), Édouard Soulier (du PRDS), Joseph Denais (de l'ALP, Pierre Taittinger ou Henri Becquart (des milieux plébiscitaires).
Si l'intégration des catholiques ralliés à la République de l'Action libérale populaire renforce la doctrine du catholicisme social au sein de la Fédération républicaine, elle signifie aussi un changement radical de l'équilibre au sein du parti.
Sous l'impulsion de Marin, la Fédération républicaine tend à se conformer au modèle du parti que les gauches ont mis en place au début du vingtième siècle. Le parti devient plus hiérarchisé (création de section de jeunesse, sections départementales etc.), les militants ayant davantage de poids face aux élus. Louis Marin favorise la création de nouvelles fédérations départementales en fait passer le nombre en 52 mais seule une trentaine sont actives. François de Wendel est le principal soutien financier du parti. Cependant, la droitisation de la Fédération ne permet pas d'alliance solide avec l'Alliance démocratique. Début 1926, le groupe parlementaire suscite des remous et en mars, la ligne de Louis Marin sur le Traité de Locarno n'est pas suivi par plus d'un quart des députés. En mai, Louis Marin est officiellement contesté dans le parti pour sa vision doctrinaire et de discipline parlementaire. Il tient cependant bien le parti sans tenir les élus. 
Aux législatives de 1928, la Fédération républicaine fait un de ses meilleurs scores électoraux, obtenant plus d'une centaine de députés, regroupés à la Chambre sous le nom d'Union républicaine et démocratique. Toutefois, une trentaine de députés, dont de nombreux anciens de la Fédération, quittent celle-ci pour créer l'Action démocratique et sociale (ADS), un groupe de centre-droit plus ou moins satellite de l'Alliance démocratique. 
La Fédération est nettement affaiblie après les législatives de 1932 qui voient la victoire du second Cartel des gauches, passant d'une centaine de députés à un peu plus de 40, 18 députés ayant fait scission pour rejoindre le groupe parlementaire Républicain et social de Georges Pernot.
Si quelques membres de la Fédération républicaine, dont Louis Marin en personne, participent aux gouvernements Doumergue, Flandin et Laval de 1934-1935, la majorité de la Fédération s'oppose à ce ralliement décidé par les dirigeants du parti et qui s'inscrit dans la doctrine de la « conjonction des centres » que défend l'AD. Après l'expérience du Bloc national et du Cartel des gauches en 1924, de nombreuses voix prônent l'unité des droites, position majoritaire à partir des émeutes du 6 février 1934 rangeant le parti dans l'opposition à cette République parlementaire qui « tue les patriotes ».

### La Fédération après 1936
En définitive, l'aile droite du parti l'emporte dans les années 1930 sur son aile gauche composé de notables proches de l'idéologie modérantiste qu'incarne l'Alliance démocratique, expliquant le départ dès les années 1920 de nombreuses figures de la Fédération d'avant la Première Guerre mondiale, tels Laurent Bonnevay.
La Fédération républicaine a alors une soixantaine de députés, soit environ 10 % de la Chambre, si on y inclut les apparentés au groupe. On y trouve essentiellement des conservateurs pragmatiques de droite, relativement modérés.
Cependant, elle devient également un lien de rencontre entre droite parlementaire et droites nationalistes et antirépublicaines par les liens de nombre de ses dirigeants avec l'Action française, les ligues nationalistes, ce qu'incarnent des hommes tels que Philippe Henriot (président de l'UPR de la Gironde, parti catholique affilié à la Fédération) ou Xavier Vallat, mais aussi Louis Marin, servant d'intermédiaires entre les cadres de la Fédération et la « nébuleuse fascistoïde » (selon l'expression de l'historien Philippe Burrin).
Un de ses vice-présidents, Xavier Vallat, se fait alors connaître pour ses positions antisémites lors de sa fameuse attaque à la Chambre visant Léon Blum, lors de son intronisation en tant que président du Conseil et du « choix de notre République bonne fille de mettre un juif à la tête du gouvernement ». Il est alors soutenu par deux autres parlementaires inscrits dans un autre parti, celui des Indépendants d'union républicaine et nationale, à savoir Joseph Massé et Louis Biétrix, ce dernier étant également proche du Rassemblement antijuif de Darquier de Pellepoix, etc.). Ce courant relativement en vogue à cette époque à la suite des affaires Staviski, de l'instabilité politique et du marasme économique d'alors, resta très marginal et de peu d'importance au sein de la Fédération[réf. nécessaire].
Une allure plus nationaliste de la Fédération républicaine apparaît dans la constitution en 1937 d'un Front de la liberté d'inspiration mussolinienne avec le Parti populaire français de Jacques Doriot et les petits Parti républicain national et social et Parti agraire et paysan français (Fleurant Agricola). Si le Front de la liberté fut théorisé par les instances du parti et par Louis Marin comme un moyen de lutter contre l'influence du Parti social français, cette union correspond de fait à l'idéologie de la classe dirigeante en province (tel Victor Perret dans le Rhône) et des militants prônant prioritairement l'union des droites, y compris nationalistes, contre la gauche et, dans une moindre mesure, contre les petites formations néo-centristes Alliance démocratique et Parti démocrate populaire.

### La Fédération républicaine après 1940
Lors du vote des pleins pouvoirs à Pétain en juillet 1940, 35 députés votent « oui », un seul s'abstient et deux sont sur le Massilia. Au cours du régime de Vichy, sur les 94 parlementaires de la Fédération, seuls 7 furent véritablement collaborateurs. Cependant, dans les cadres et les adhérents la compromission était beaucoup plus grande, notamment dans la Légion française des combattants en raison du vieux fond patriotique et de l'imprégnation conservatrice des années 1930 (catholicisme traditionnel, priorité à l'anticommunisme, nationalisme conservateur) qui en prépare plus d'un à accepter la première période de la Révolution nationale de Vichy, comme Xavier Vallat, voire la collaboration, comme Philippe Henriot ou Marcel Boucher.
La Fédération républicaine était l'un des six partis politiques membres du Conseil national de la Résistance, représentée par Jacques Debû-Bridel.
Bridel et Louis Marin tentent en vain de ressusciter la Fédération à la Libération. Il n'y a pas de scission officielle mais il existe deux lignes importantes qui divisent et déstabilisent le parti. L'une est officielle, et provient de Marin avec le soutien du secrétaire général et de la fédération de la Seine. La seconde ligne était celle de Joseph Denais, réactionnaire, refusant l'union nationale avec les communistes et modérant les épurations. Le 17 octobre 1944, une réunion générale de la Fédération se réunit avec l'élection d'un nouveau bureau. Il est composé de 17 membres dont 12 vice-présidents et seulement deux nouveaux membres, Pierre Vernes et Pierre Lebon. Cependant, il n'y est présent que 19 personnes. Le Comité exécutif ne se réunit jamais et une réunion des Jeunesses de la Fédération n'attire que 12 personnes sur 190 convoquées. Le bulletin du parti reparait début 1945, les sièges sociaux à Paris sont réoccupés et les différentes fédérations départementales sont appelées à se refonder. Cependant, après les municipales de 1945, les résultats sont mauvais avec seulement 16 % des mairies sous le giron de la Fédération, contre 26 % en 1935. Dans l'année 1945, un certain nombre de fédération départementales étaient désaffectées, d'autres étaient dans une guerre intestine. De plus, les moyens financiers vinrent à manquer en raison du refus de dons par les responsables patronaux.
À l'été 1945, face aux complexités à venir pour les élections d'octobre, le « Comité d'entente républicaine pour la liberté et le progrès social » fut créé pour regrouper la Fédération républicaine dissidente pro-Denais, l'Union patriotique républicaine de Charles Vallin, le Parti de la rénovation républicaine d'André Mutter, des mouvements « Français libres » et le Parti radical indépendant. Cette alliance fut cependant très inégale selon les départements.
Face à cette alliance et la désaffection des cotisants, lors des élections constituantes françaises de 1945, la Fédération républicaine ne parvient à faire élire qu'une dizaine de candidats de liste d'« Entente républicaine » et ceux-ci siègent, pour la plupart, au sein des groupes Unité républicaine ou Républicains indépendants. Face à l'échec total, l'hiver 1945 fut marqué par des négociations pour tenter de regrouper les différents mouvements en mettant de côté la Fédération pour donner l'impression du renouvellement. En décembre, le Parti républicain de la liberté (PRL) est formé autour des parlementaires du groupe d'Unité républicaine et comportant les pro-Denais de la Fédération. Jean Guiter laisse la place de secrétaire général à Henri Becquart qui est invité dans le comité d'initiative à la création du PRL avec Fabien Sollar sans parvenir à un compromis, en raison d'une opposition à la logique de discipline de parti, jusqu'en décembre avec une proposition de fusion.
Le 25 janvier 1946, le bureau de la Fédération Républicaine rejette, par 8 voix contre, 4 pour et 2 abstentions, son intégration au sein du Parti républicain de la liberté. Ceux qui s'y opposent sont en réalité tous proche de Marin. À la suite de cet évènement tous les parlementaires de la FR, à l'exception de Louis Marin et Joseph Bastide, rejoignent le PRL. Guitier songe aux possibles fusions ou alliances avec d'autres partis, rejetant le PRL car trop ancré sur le libéralisme, oubliant le social et le national, écartant aussi le RGR, trop laïque, mais voulait plutôt se rapprocher du MRP. Les élections de juin 1946 marquent la fin politique de la Fédération avec deux élus, Louis Marin et Bernard de la Groudière. Le dernier sténographe est congédié et Becquart assure le secrétariat à titre bénévole. Au printemps 1947, une tentative de relance par une section de jeunesse et féminine est effectuée sans succès. En avril, Becquart et Guitier adhèrent au RPF malgré leur réticence face au régime présidentiel proposé. Le 4 février 1948, par décision du bureau et de Becquart, le parti entre en sommeil définitif. Dépassé structurellement, en raison de l'indépendance des notables et de la forme « parti association », il n'a pas résisté à l'intense recomposition de la droite d'après-guerre.
Ultérieurement, le Centre national des indépendants et paysans est la principale structure qui poursuit l'esprit de la Fédération républicaine, après l'échec de plusieurs structures parmi lesquelles le Parti républicain de la liberté. L'époque de la IVe République voit aussi la naissance d'un parti d'inspiration chrétienne-démocrate, le Mouvement républicain populaire, auquel se rallient beaucoup d'électeurs catholiques.

## Résultats électoraux et groupes parlementaires

### Résultats de la Fédération républicaine aux élections législatives
| Année         | %     | Mandats   | Gouvernement |
| ------------- | ----- | --------- | --- |
| 1906          | 21,16 | 78 / 585  | Opposition |
| 1910          | 22,26 | 131 / 590 | Opposition (sauf Ribot IV) |
| 1914          | 18,84 | 88 / 601  | Opposition Union sacrée (26 août 1914-1919) |
| 1919          | 22,33 | 183 / 613 | Millerand I, II, Leygues, Briand VII, Poincaré II, III, François-Marsal                                                                          |
| 1924          | 35,35 | 115 / 581 | Opposition (1924-1926) Poincaré IV |
| 1928          | 21,99 | 100 / 604 | Poincaré V, Briand XI, Tardieu I Opposition (février-mars 1930) Tardieu II Opposition (décembre 1930-janvier 1931) Laval I, II, III, Tardieu III |
| 1932          | 13,74 | 83 / 607  | Opposition (1932-1934) Doumergue II, Flandin I, Laval IV Opposition (janvier 1936)                                                               |
| 1936          | 16,92 | 100 / 610 | Opposition (1936-1939) Non opposition, sans participation (1939-1940) Union nationale (21 mars-10 juillet 1940)                                  |
| 1945          | ?     | 12 / 586  | De Gaulle II Opposition |
| juin 1946     | ?     | 2 / 586   | |
| novembre 1946 | ?     | 1 / 627   | |

### À la Chambre des députés
Les députés de la Fédération républicaine :
- 1903 : siègent au sein du groupe républicain progressiste.
- 1914 : baptisent leur groupe Fédération républicaine, comme en 1932 et 1936.
- 1919 : groupe Entente républicaine démocratique.
- 1924 : se retrouvent dans le groupe Union républicaine et démocratique (URD), ou « groupe Marin ».
- 1932 : le groupe est rebaptisé Fédération républicaine mais il est affaibli par la scission du groupe Républicain et social (groupe Pernot).
- 1936 : siègent dans les groupes Fédération républicaine et groupe Républicain indépendant d'action sociale (RIAS, qui semble un pont entre Alliance démocratique et Fédération républicaine). Le groupe assez composite des Indépendants républicains (animé par Georges Mandel et Henri de Kérillis) est également proche de la Fédération républicaine. Les deux, réunis, regroupent une soixantaine de députés (sur environ 600).
- 1945 : la plupart des élus ne sont que faiblement liés à la Fédération républicaine jusque janvier 1946 mais siègent dans le groupe Unité républicaine et Républicains indépendants.

### Au Sénat
Les sénateurs de la Fédération républicaine se retrouvaient dans le groupe de la Gauche républicaine (le plus à droite de la Chambre haute en dépit de son nom) jusqu'en 1936 lorsque ce dernier est rebaptisé Action nationale républicaine et sociale (ANRS).

## Personnalités

### Membres du bureau et du comité directeur en 1905[11]
- Honoré Audiffred, sénateur de la Loire.
- Édouard Aynard, banquier lyonnais, député.
- Henri Barboux, ancien bâtonnier.
- Ernest Cartier, ancien bâtonnier, vice-président.
- Ernest Caron, président du conseil général de la Seine, vice-président.
- Frédéric Clément, avocat, secrétaire général.
- Charles Ferry, frère de Jules, ancien député, vice-président.
- Eugène Guérin, sénateur de Vaucluse.
- Gosset, ancien président de l'ordre des avocats au Conseil d’État et à la Cour de cassation, vice-président
- Robert de Lasteyrie, membre de l'Institut, vice-président.
- Auguste Leblond, maire de Rouen.
- Jules Méline, sénateur des Vosges, ancien président du conseil.
- Eugène Motte, industriel, député-maire de Roubaix, président.
- Charles Prévet, sénateur de Seine-et-Marne.
- Eugène Rambourgt, sénateur de l'Aube, trésorier.
- Amédée Renault-Morlière, député de la Mayenne.
- Alexandre Ribot, député du Pas-de-Calais, ancien président du conseil.
- Eugène Touron, sénateur de l'Aisne, vice-président.
- Marcel Vacher, ancien député de l'Allier.

### Autres personnalités
- Georges Mandel, sympathisant
- Paul Beauregard (), professeur d'économie et de droit, député de Paris (1889-1919), cofondateur, membre de l'Institut.
- Charles Benoist (1861-1936), constitutionnaliste.
- Joseph Boissin, député de l'Ardèche.
- Jacques Debû-Bridel
- Joseph Denais, président de la Fédération en 1940.
- Paul Duquaire, sénateur, ancien membre de l'Alliance libérale populaire.
- Édouard Frédéric-Dupont
- Henri-Constant Groussau député du Nord depuis 1902, ancien membre de l'Alliance libérale populaire, doyen de la chambre en 1936.
- Jean Guiter, secrétaire général entre 1924 et 1945.
- Auguste Isaac, industriel lyonnais, député du Rhône (1919-1924) et ministre du commerce et de l’industrie (1920-1921), président de la Fédération républicaine jusqu'en 1924. Catholique libéral non social ().
- Henri de Kérillis (proche, si ce n'est membre, de la Fédération républicaine).
- Louis Loucheur, industriel.
- Louis Marin (1871-1960), député de Nancy de 1905 à 1951, président de la Fédération républicaine de 1925 à 1940, refuse l'idée d'armistice en 1940. Catholique non social.
- Jean Grillon, député de Nancy (3e circonscription) de 1906 à 1910.
- Georges Pernot
- Victor Perret, président de la Fédération républicaine du Rhône incarnant l'aile droite du parti.
- Jacques Piou, président de l'Alliance libérale populaire qui rejoint la Fédération républicaine en 1919.
- Emmanuel Temple
- Joseph Thierry (1857-1918), avocat, député des Bouches-du-Rhône (1898-1918), ministre des travaux publics (1913), Sous-secrétaire d'État à la guerre (1915-1916), ambassadeur de France auprès du roi d'Espagne (1915-1918), deuxième président de la Fédération républicaine ().
- François Valentin (1909-1961), avocat, député (1936-1940), chef de la Légion française des combattants (anciens combattants) sous le régime de Vichy, puis résistant ().
- Pierre Vallette-Viallard, industriel, député de l'Ardèche (1919-1924 ; 1928-1940).
- François de Wendel (1874-1949), industriel lorrain, président du Comité des forges, vice-Président de l'Union des industries et métiers de la métallurgie et régent de la Banque de France, député puis sénateur, vice-président de la Fédération républicaine dans les années 1920, refuse de venir à Vichy voter les pleins-pouvoirs à Pétain ().
- Édouard de Warren, député de Nancy, secrétaire général du groupe URD, ami de Marin.
- Ernest de Framond de La Framondie, député de Lozère.

Les futurs collaborateurs Philippe Henriot et Xavier Vallat sont passés à l'aile droite de la Fédération républicaine (comme à des nombreux autres partis de droite nationaliste).

### La Fédération républicaine
Sur le plan national
- William D. Irvine, French conservatism in the crisis : The Republican Federation of France in the 1930’s, Bâton Rouge, 256p, 1975.
- Passmore, Kevin. The Right in France from the Third Republic to Vichy. Oxford University Press. 2013
- Jean Vavasseur-Desperriers, Culture, structures, stratégie d’une organisation de la droite parlementaire entre les deux guerre : la Fédération Républicaine de 1919 à 1940, Université Lille 3, thèse d’état sous la direction de Yves-Marie Hilaire, 914 p., 1999.
- Jean Vavasseur-Desperriers, « Mise en sommeil et disparition : la Fédération républicaine de 1940 à 1946 », dans Gilles Richard et Jacqueline Sainclivier (dir.), La recomposition des droites en France à la Libération 1944-1948, 2004 (Lire en ligne).

Autres aspects
- Laurent Bigorgne, « Le parcours d’une génération de ‘modérés’ : les jeunes de la Fédération Républicaine », dans François Roth (dir.), Les modérés dans la vie politique française (1880-1965), 2000.
- Jean Vavasseur-Desperriers, « La Fédération républicaine, Louis Marin et l'idée de paix pendant l'entre-deux-guerres », dans Robert Vandenbussche et Michel (dir.), L’idée de paix en France et ses représentations au XXe siècle, 2001.
- Jean Vavasseur-Desperriers, « De la présence à la distance : les milieux d’affaires et la Fédération républicaine », dans Hervé Joly (dir.), Patronat, bourgeoisie, catholicisme et libéralisme. Autour du Journal d’Auguste Isaac, Larhra, 2004

Études locales
- Mathias Bernard, La dérive des modérés. La Fédération Républicaine du Rhône sous la Troisième République, Éditions l’Harmattan, 432p, 1998.

### La Fédération républicaine et ses rapports avec les droites
Sur le plan national
- Malcom Anderson, Conservative Politics in France, Allen and Unwin, 1974  (ISBN 978-0-0432-0093-3)
- Jean-Noël Jeanneney, « La Fédération Républicaine », dans Rémond et Bourdin (dir), La France et les Français 1938-1939, 1979.
- Philippe Machefer, « L’Union des droites, le PSF et le Front de la liberté, 1936-1937, RHMC, 1970.
- René Rémond – Janine Bourdin, « Les Forces adverses », dans Renouvin et Rémond (dir.), Léon Blum, chef de gouvernement 1936-1937, 1981.
- René Rémond, Les Droites en France, Aubier, 544 p., 1954 (réed. 1984)  (ISBN 978-2-7007-0260-6)
- Jean Vavasseur-Desperriers, « Les tentatives de regroupement des droites dans les années trente », Annales de Bretagne et des pays de l’ouest, 2002.

Études locales
- Bruno Béguet, Comportements politiques et structures sociales : le Parti Social français et la Fédération Républicaine à Lyon (1936-1939), Université Lyon 2, mémoire de maîtrise sous la direction de Yves Lequin, 2 volumes, 252 p., 1982.
- Jean-François Colas, Les droites nationales en Lorraine dans les années 1930 : acteurs, organisations, réseaux, Thèse de doctorat, Université de Paris X-Nanterre, 2002, 3 volumes, 648 p. + annexes
- Kevin Passmore, From liberalism to fascism. The Right in a French Province, 1928-1939, (étude sur le département du Rhône) Cambridge university press, 333 p., 1997.